# Sainte-Austreberthe (Sena Marítim)
Sainte-Austreberthe és un municipi francès situat al departament del Sena Marítim i a la regió de Normandia. L'any 2007 tenia 586 habitants.

## Demografia

### Població
El 2007 la població de fet de Sainte-Austreberthe era de 586 persones. Hi havia 208 famílies de les quals 40 eren unipersonals (16 homes vivint sols i 24 dones vivint soles), 68 parelles sense fills i 100 parelles amb fills.
La població ha evolucionat segons el següent gràfic:
Habitants censats

### Habitatges
El 2007 hi havia 228 habitatges, 215 eren l'habitatge principal de la família, 4 eren segones residències i 9 estaven desocupats. 190 eren cases i 36 eren apartaments. Dels 215 habitatges principals, 133 estaven ocupats pels seus propietaris, 77 estaven llogats i ocupats pels llogaters i 5 estaven cedits a títol gratuït; 12 tenien dues cambres, 33 en tenien tres, 77 en tenien quatre i 93 en tenien cinc o més. 162 habitatges disposaven pel capbaix d'una plaça de pàrquing. A 81 habitatges hi havia un automòbil i a 114 n'hi havia dos o més.

### Piràmide de població
La piràmide de població per edats i sexe el 2009 era:
| Homes | Edats   | Dones |
| ----- | ------- | ----- |
| 0     | 95 o +  | 0     |
| 0     | 90 a 94 | 0     |
| 4     | 85 a 89 | 0     |
| 0     | 80 a 84 | 4     |
| 4     | 75 a 79 | 16    |
| 8     | 70 a 74 | 8     |
| 0     | 65 a 69 | 8     |
| 8     | 60 a 64 | 4     |
| 24    | 55 a 59 | 16    |
| 20    | 50 a 54 | 8     |
| 36    | 45 a 49 | 40    |
| 16    | 40 a 44 | 20    |
| 12    | 35 a 39 | 24    |
| 24    | 30 a 34 | 16    |
| 24    | 25 a 29 | 24    |
| 12    | 20 a 24 | 16    |
| 20    | 15 a 19 | 36    |
| 40    | 10 a 14 | 20    |
| 28    | 5 a 9   | 24    |
| 24    | 0 a 4   | 24    |

## Economia
El 2007 la població en edat de treballar era de 394 persones, 292 eren actives i 102 eren inactives. De les 292 persones actives 267 estaven ocupades (153 homes i 114 dones) i 25 estaven aturades (8 homes i 17 dones). De les 102 persones inactives 32 estaven jubilades, 36 estaven estudiant i 34 estaven classificades com a «altres inactius».

### Ingressos
El 2009 a Sainte-Austreberthe hi havia 206 unitats fiscals que integraven 566 persones, la mediana anual d'ingressos fiscals per persona era de 16.893 €.

### Activitats econòmiques
Dels 16 establiments que hi havia el 2007, 1 era d'una empresa alimentària, 2 d'empreses de fabricació de material elèctric, 1 d'una empresa de fabricació d'altres productes industrials, 2 d'empreses de comerç i reparació d'automòbils, 1 d'una empresa de transport, 1 d'una empresa d'hostatgeria i restauració, 3 d'empreses financeres, 3 d'empreses de serveis i 2 d'entitats de l'administració pública.
L'únic servei als particulars que hi havia el 2009 era un guixaire pintor.
L'únic establiment comercial que hi havia el 2009 era una fleca.
L'any 2000 a Sainte-Austreberthe hi havia 13 explotacions agrícoles que ocupaven un total de 469 hectàrees.

## Equipaments sanitaris i escolars
El 2009 hi havia una escola elemental.

## Poblacions més properes
El següent diagrama mostra les poblacions més properes.